# Jean-Charles Brisard
 (novembre 2014).
Jean-Charles Brisard, né le 13 mai 1968 à Dijon, est un consultant spécialisé dans la question du financement des organisations terroristes islamistes.

## Biographie
Jean-Charles Brisard est titulaire d’un DEA en droit international public obtenu à l’université Paris II Panthéon-Assas en 1994. Il est diplômé de l’Institut de droit comparé de Paris où il s’est spécialisé dans l’étude comparative du droit des pays de Common law, des pays arabes et des pays de l’Est. Il a également étudié le droit international à la School of Foreign Service de l’université de Georgetown (États-Unis).
À partir de 1994, Jean-Charles Brisard mène deux missions en parallèle : attaché militaire au sein du cabinet du Premier ministre Édouard Balladur jusqu’en 1995, il travaille également à l’Assemblée nationale jusqu’en 1997, en tant que collaborateur d’Alain Marsaud, alors chef de la section section anti-terroriste du parquet de Paris.[réf. nécessaire]
Jean-Charles Brisard est assistant parlementaire du député RPR Christian Estrosi, puis d'Alain Marsaud, et rédige une biographie de Charles Pasqua en 1994 (Charles Pasqua : Une force peu tranquille).
De 1997 à 2001, Jean-Charles Brisard travaille à la direction de la prospective de Vivendi (ex-Compagnie générale des eaux, renommée depuis Veolia) sous les ordres de l’ancien juge anti-terroriste Alain Marsaud,, alors un des cadres dirigeants de la société, chargé des dossiers de sécurité et d'intelligence économique, ainsi qu'en tant qu'assistant parlementaire de ce dernier.
En enquêtant avec Internet, Jean-Charles Brisard s'efforce de décrypter la nébuleuse financière de la famille ben Laden et rédige en 1999 un rapport sur le financement des ONG musulmanes par des milliardaires saoudiens et sur le lien entre ces dernières ONG et la mouvance islamiste, qui ne tarde pas à circuler au sein de l'OCDE.
Au lendemain des attentats du 11 septembre 2001, ce rapport qui dénonce l'implication de riches Saoudiens dans le financement du terrorisme international est actualisé par Jean-Charles Brisard pour finalement être repris dans la presse. Devenu le « Rapport sur l'environnement économique d'Oussama ben Laden », l'origine de ce document de 56 pages est présenté de façon contradictoire (cf. #Controverses).
Le rapport est publié en annexe du dernier rapport du député Arnaud Montebourg sur les paradis fiscaux. Il prétend avoir été commandé par les services de renseignement.
Jean-Charles Brisard est finalement licencié par Vivendi et se reconvertit en enquêteur privé.
Il fonde également Dataceo en 2001, une société de bases de données spécialisée dans le renseignement économique.
À la fin de l'année 2001, il publie avec Guillaume Dasquié, rédacteur en chef de la lettre Intelligence On-Line, un livre aux éditions Denoël, Ben Laden, la vérité interdite, qui « puise sa substance dans des notes déclassifiées de la CIA, […] dans des registres du commerce […] et surtout sur le fameux « Rapport sur l'environnement économique d'Oussama ben Laden » ». Selon un portrait de Jean-Charles Brisard paru dans Le Monde, l'éditeur chargé de cet ouvrage, Guy Birenbaum, a attesté par écrit, lors d'une procédure en justice, « Je reste, après toutes ces années, avec un goût amer en bouche à propos de JCB dont j’ai du mal à saisir la crédibilité, l’identité (enquêteur ou lobbyiste, agent d’influence ou agent tout court, etc.) et l’honnêteté intellectuelle. »
De 2002 à 2010, il est mandaté par un avocat américain ayant déposé un recours collectif (class action) contre l'Arabie saoudite pour démontrer l'implication de la monarchie saoudienne dans les attentats.
Jean-Charles Brisard a créé en 2003 la société JCB Consulting International, qui a été liquidée en 2007,.
En 2012, le journal Le Monde écrit à son sujet qu'il « fait partie de ces personnages insaisissables que l’on voit souvent apparaître au détour des dossiers sensibles, sans que l’on sache précisément quels intérêts ils représentent ni quelle fiabilité on peut leur accorder ». 
En janvier 2014, après sept ans de procédure, le juge Marc Trévidic rend un non-lieu dans une affaire concernant Guillaume Dasquié, qui était poursuivi pour divulgation d'informations classifiées, à la suite d'un reportage paru en avril 2007 dans le journal Le Monde consacré aux données détenues par la DGSE sur Al-Qaida avant le 11 septembre. Dans son ordonnance, le magistrat mentionne que Jean-Charles Brisard est un indicateur des services de renseignement français, et précise que, dans ce dossier, il était chargé d'identifier les sources de son ancien co-auteur.
En 2015, Brisard enquête pour le compte du groupe LVMH sur le groupe de militants qui publie le journal Fakir (dont François Ruffin) et leurs activités,. Cette activité lui rapporte plus de 50 000 euros. En septembre 2021, il est mis en examen pour atteinte à la vie privée et exercice illégal d'agent de recherches privées dans cette affaire, tout comme Hervé Séveno, Bernard Squarcini et Laurent Marcadier.
En novembre 2017, Jean-Charles Brisard se fait passer pour un journaliste du Wall Street Journal afin d'obtenir de la part de Carson Block (en), dirigeant de la société de conseil en investissements Muddy Waters Research, des informations quant à ses intentions vis-à-vis du Groupe Casino. Averti de la supercherie, Carson Block filme la scène de leur rencontre à l'aide de son téléphone portable et la réaction de Jean-Charles Brisard lorsque celui-ci se voit démasqué. Carson Block critiquait régulièrement depuis 2015 le Groupe Casino en lui reprochant de gonfler ses bénéfices en employant des artifices comptables.
En décembre 2018, Jean-Charles Brisard est nommé auprès du maire de Nice Christian Estrosi en qualité de conseiller spécial « en charge de la prévention de la radicalisation de la lutte contre le terrorisme ».   
En juillet 2019, selon Christian Estrosi, Brisard se rend dans le nord-est de la Syrie rencontrer des forces kurdes qui détiennent le djihadiste français Adrien Guihal, suspecté d'avoir revendiqué l'attentat du 14 juillet 2016 à Nice. Selon Brisard, les Kurdes seraient prêts à livrer Guihal à la France,.
En septembre 2022, Jean-Charles Brisard est cité comme témoin par un avocat de la partie civile dans le cadre du procès de l'attentat de Nice. Sa démonstration que Mohamed Lahouaiej Bouhlel est lié à l'organisation État islamique peine alors à convaincre le président de la cour d'assises, le ministère public soulignant quant à lui qu'aucun lien objectif n'a pu être décelé et que la thèse soutenue par Brisard est « créatrice d'ambiguïté pour les victimes ». Le président de la cour d'assise de conclure à son sujet : « J’ai l’impression que vous vous substituez à l’institution judiciaire. ».
En novembre 2022, une association dont il est le créateur et président, le CAT (Centre d'analyse du terrorisme) bénéficie d'une subvention de 80 000 euros de la part du conseil régional d'Île-de-France dans le cadre d'un appel à projet gagné par l'association. L'objet de cet appel à projet est « d’analyser et mettre en exergue les principaux sites Internet, forums, réseaux sociaux […] vecteurs de radicalisation ». Cette association a également perçu une subvention de 40 000 euros en novembre 2020 pour la commande d'une étude sur « la radicalisation dans le domaine du sport en Île-de-France ».
En septembre 2023, Jean-Charles Brisard et son ancienne épouse Géraldine Lesieur sont mis en examen par des juges du Parquet national financier français pour « recel du délit de corruption de personne n'exerçant pas une fonction publique » et « escroquerie ». Cette mise en examen se déroule dans le cadre d'une enquête sur l'attribution au Qatar par la FIFA de la coupe du monde de football 2022.

## Controverses

### L'ouvrageBen Laden, la vérité interdite
En 2002, dans un rapport rendu à la presse, Jean-Charles Brisard dénonce des liens suspects entre Yeslam Binladin et son demi-frère Oussama ben Laden : du 17 août 1990 à octobre 1997, Oussama ben Laden possédait un compte à la banque UBS, numéro de compte 575 167, et Yeslam Binladin disposait d'une procuration.
En septembre 2004, le juge Renaud Van Ruymbeke convoque Yeslam Binladin mais rend, le 27 décembre 2006, un non-lieu.
Le 31 octobre 2006, Jean-Charles Brisard et Guillaume Dasquié publient des excuses officielles dans les journaux français Le Figaro et Le Monde, pour avoir porté des accusations contre Khaled bin Mahfouz, sur la base de sources erronées,.
Coauteur du livre, Guillaume Dasquié critique aujourd'hui sévèrement Jean-Charles Brisard, le décrivant comme « un garçon fragile, soucieux de plaire aux services secrets, pour lesquels il rédige quantité de notes où rumeurs grossières et informations s'entremêlent. »

## Ouvrages
- 2005 : Zarkaoui, le nouveau visage d’Al-Qaida, avec Damien Martinez, Fayard[31]
- 2002 : Ben Laden, la vérité interdite, nouvelle éd. rév. et préf. par les auteurs, éd. Gallimard[32]
- 2001 : Ben Laden, la vérité interdite, avec Guillaume Dasquié, Denoël[33]
- 1996 : Enquête au cœur du RPR, avec Patrice Pinard, éd. Jacques Grancher[34]
- 1994 : Charles Pasqua : Une force peu tranquille, avec Géraud Durand, préf. Jean Foyer, éd. Jacques Granger[35]

## Décoration
En 2008, il est fait chevalier de l’Ordre national du Mérite.